# Rhythm + Flow
Rhythm + Flow es una serie de telerrealidad musical de 2019 en Netflix que se estrenó el 9 de octubre de 2019. Es el primer programa de competencia musical original de Netflix.
En la serie, los artistas de hip hop Cardi B, Chance the Rapper y T.I. critican y juzgan a raperos anónimos, que compiten para ganar un premio de US$250,000. En varios episodios, a los jueces se unen jueces invitados, que brindan a los competidores comentarios adicionales.

## Desarrollo
Rhythm + Flow es el primer programa de competencia musical desarrollado para Netflix. Debido a que Netflix no está sujeto a las mismas regulaciones de censura que la televisión abierta normal, no se pidió a los competidores que censuraran las malas palabras en sus letras.
En lugar de un contrato de grabación, un premio típico en otros concursos de música, el ganador recibe un premio en efectivo de 250.000 dólares estadounidenses.

## Jueces
- Cardi B, rapera, compositora, actriz y personalidad de televisión americana
- Chance the Rapper, rapero, cantante, compositor, actor y activista estadounidense.
- T.I., rapero, productor discográfico, compositor, actor, ejecutivo discográfico y empresario estadounidense

## Estreno
Los primeros cuatro episodios de Rhythm + Flow se lanzaron el 9 de octubre de 2019 en Netflix. El 16 de octubre se lanzaron tres episodios más. Los tres últimos se lanzaron el 23 de octubre. En la mayoría de las series de Netflix, todos los episodios de una temporada se lanzan a la vez. Rhythm + Flow utiliza un calendario de lanzamientos más escalonado para aproximarse al formato de un concurso de música tradicional y generar expectación antes de que se anuncie el ganador.

## Rhythm + Flow France
Netflix lanzó una versión francesa del programa en junio de 2022, llamada "Nouvelle École" (que se traduce como New School) en Francia y se llamó "Rhythm + Flow France" en Europa, que constaba de una primera temporada de ocho episodios. Los jueces de este spin-off fueron SCH, con sede en Marseille, Niska, con sede en París, y Shay, con sede en Bruselas. El ganador de la primera temporada es Fresh LaPeufra, quien ganó por su fuerte y eficiente rap. El primer sencillo de Fresh para la final "Chop" tuvo un verdadero éxito en Francia, alcanzando 40 millones de reproducciones en YouTube.